# Eduard Holstein
Eduard Holstein (16. října 1844 Aš – 29. dubna 1912 Vídeň) byl rakouský podnikatel a politik německé národnosti z Čech, na počátku 20. století poslanec Říšské rady.

## Biografie
Byl spoluzakladatelem textilní továrny Holstein & Co. v Aši a vedl její pobočku ve Vídni. Zastával funkci prezidenta Rakouského spolku věřitelů (Österreichischer Kreditorenverein).
Působil i jako poslanec Říšské rady (celostátního parlamentu Předlitavska), kam usedl ve volbách roku 1901 za kurii obchodních a živnostenských komor v Čechách, obvod Cheb. Ve volebním období 1901–1907 se uvádí jako Eduard Holstein, fabrikant.
Ve volbách roku 1901 se uvádí jako kandidát Německé lidové strany.
Zemřel v dubnu 1912 ve věku 68 let. Několik dnů před svým úmrtím byl stižen nervovým záchvatem. Zamknul se v pokoji svého vídeňského bytu a volal z okna o pomoc. Museli k němu vyjet hasiči a lékař. Holstein byl převezen na psychiatrickou kliniku.